# 前709年
| 千纪： | 前1千纪 |
| 世纪： | 前9世纪 \| 前8世纪 \| 前7世纪 |
| 年代： | 前730年代 \| 前720年代 \| 前710年代 \| 前700年代 \| 前690年代 \| 前680年代 \| 前670年代 |
| 年份： | 前714年 \| 前713年 \| 前712年 \| 前711年 \| 前710年 \| 前709年 \| 前708年 \| 前707年 \| 前706年 \| 前705年 \| 前704年 |
| 纪年： | 庚午年（猴年）；周桓王林十一年；鲁桓公允三年；齐僖公禄父二十二年；晋哀侯光九年；曲沃武公称七年；卫宣公晋十年；蔡桓侯封人六年；郑庄公寤生三十五年；曹桓公终生四十八年；燕宣侯二年；陈桓公鲍三十六年；杞武公四十二年；宋庄公冯元年；秦宁公七年；楚武王熊通三十二年 |

## 大事记
- 魯桓公取文姜
- 曲沃武公攻翼城，擄國君晉哀侯，國人立晉哀侯子晉小子侯為君。芮伯（陝西大荔東南）萬多寵妾，其母姜氏甚為厭惡，逐芮伯萬出居魏國[1]。

## 逝世
- 晉哀侯